# Religioni in Etiopia
| Religione          | Religione          |  | Percentuale | Percentuale |
| ------------------ | ------------------ |  | ----------- | ----------- |
| Cristianesimo      | Cristianesimo      |  | 62,8%       | 62,8%       |
| Islam              | Islam              |  | 33,9%       | 33,9%       |
| Religioni africane | Religioni africane |  | 2,6%        | 2,6%        |
| Altre              | Altre              |  | 0,6%        | 0,6%        |

Vige in Etiopia una pluralità di fedi; tra queste, soprattutto le religioni abramitiche, la più numerosa delle quali è oggi il cristianesimo ortodosso orientale, seguita dall'Islam: vi è anche una piccola ma antichissima comunità ebraica, in certe aree urbane e rurali infine è presente anche la fede Bahá'í. Ci sono inoltre alcuni seguaci delle fedi tradizionali, i quali risiedono principalmente nella parte sud-occidentale del paese.
Secondo il censimento condotto nel 2007 il 43,5% (oltre 32 milioni di abitanti) si è dichiarato come facente parte della chiesa ortodossa etiopica, il 33,9% musulmano (più di 25 milioni), il 18,6% protestante (poco meno di 14 milioni), e un 2,6% rispettoso delle cosiddette credenze etnico-popolari. Sia nel precedente censimento del 1994 che nel 2007 sotto la dicitura di "altre", lo 0,6% del totale venivano incluse le fedi induiste, baha'i e l'ebraismo, ma anche gli agnostici o gli atei.
Il Regno di Axum, nell'attuale territorio tra Etiopia ed Eritrea, fu uno dei primi paesi cristiani al mondo avendo adottato ufficialmente la nuova fede come religione di Stato già nel lontanissimo IV secolo.

## Religioni abramitiche
La nazione etiope ha stretti legami storici con tutte e tre le più importanti religioni monoteiste discendenti dall'unico padre fondatore Abramo. I cristiani, come detto, costituiscono la maggioranza della popolazione; l'islam è la seconda più seguita. L'Etiopia è inoltre il luogo di una delle primissime Egira musulmane al di fuori della penisola arabica e storicamente sede del primo insediamento islamico in Africa, precisamente nella città di "Negash", un villaggio nella Regione dei Tigrè.
Fino agli anni '80 del XX secolo poi vi era una consistente parte di popolazione costituita da ebrei etiopi. Il paese è infine una delle due patrie spirituali (assieme alla Giamaica) del "movimento Rastafari" o Rastafarianesimo ch'è stato almeno in parte influenzato dall'ideologia detta Panafricanismo, giunto in seguito a "globalizzare" il tricolore della bandiera dell'Etiopia grazie alla diffusione della musica Reggae a fianco della cultura hip hop
Vi sono numerose fedi religiose africane indigene in Etiopia, situate principalmente nelle zone di confine a Sud e a Ovest; generalmente la maggior parte dei cristiani (membri delle chiese ortodosse orientali, nello specifico ortodossi di tradizione etiope) vivono negli altopiani interni dell'Abissinia, mentre i musulmani e i seguaci delle religioni tradizionali tendono ad abitare nelle regioni pianeggianti d Est e a Sud.

### Cristianesimo
L'Etiopia è uno dei primi paesi cristiani del mondo e la leggenda vuole che San Matteo apostolo ed evangelista abbia concluso la sua esistenza terrena proprio in queste terre. La Chiesa ortodossa etiope, facente parte delle antiche chiese ortodosse orientali, è la più ampia organizzazione religiosa cristiana del paese (sostenuta da una buona metà degli abitanti del paese, che ne sono membri): fino al 1959 essa faceva parte integrante della chiesa copta ortodossa di Alessandria d'Egitto e si tratta dell'unica chiesa pre-coloniale ortodossa dell'africa sub-sahariana.
Secondo il censimento governativo del 1994 pubblicato dal CIA World Factbook il 61.6% della popolazione etiope era cristiana, di cui il 50,6% del totale di derivazione ortodossa orientale, il 10,1% protestante/p'ent'ay (secondo diverse denominazioni, "chiesa ortodossa tedesca etiope", chiesa evangelica etiope Mekane Yesus) e solamente lo 0,9% cattolico. Il Dipartimento di Stato USA stima che poco più della metà degli abitanti della nazione sia cristiana, di cui circa il 10% appartenenti a gruppi evangelici o pentecostali. Gli ortodossi etiopi sono prevalenti nel Tigray (95,6%) e nella regione di Amara (82,5%), mentre la maggior parte dei protestanti vive al sud nella "Southern Nations, Nationalities, and Peoples' Region (SNNPR)" (55,5%) e nella regione di Oromia (17,7%). Secondo il più recente censimento datato 2007 i cristiani rappresentano il 62,8% della popolazione totale, col più grande gruppo di essi tra gli ortodossi etiopi (43,5%), seguiti dai protestanti (18,6%) e infine dai cattolici con appena lo 0,7%.
Il Regno di Axum è stata una delle primissime nazioni al mondo, come già detto, ad accettare ufficialmente il cristianesimo, questo quando Frumenzio di Etiopia (originario di Tiro e chiamato in lingua indigena Fremnatos o 'Abba Selama'-Padre di Pace) riuscì a convertire Re Ezana di Axum nel corso del IV secolo. Ma vi è anche la leggenda diffusa affermante che il messaggio del Vangelo sia entrato in terra etiope anche prima: negli Atti degli Apostoli (8:26-39) Filippo apostolo battezzò uno degli alti funzionari del re d'Etiopia.  Sia il cristianesimo ortodosso che quello protestante, il primo nel centro-nord e il secondo più nel sudovest; a partire dal XVIII secolo è esistita una relativamente minoritaria comunità cattolica di uniati in piena comunione col papato di Roma e i cui aderenti costituiscono meno dell'1% della popolazione totale.

### Islam
La presenza islamica in Etiopia risale al 615, con la fondazione della nuova religione predicata dal profeta Maometto, quando un piccolo gruppo di musulmani fu indotto da Maometto a rifugiarsi in Abissinia (attuali Eritrea ed Etiopia settentrionale) per sfuggire - con quella che viene chiamata Piccola Egira - alle ostilità dei Quraysh a Mecca. Il paese era all'epoca governato dal pio re cristiano Sahama/ Aṣḥama ibn Abjar; il primo muezzin - la persona scelta per chiamare i fedeli alla preghiera - e uno dei più importanti compagni del profeta, di nome Bilal, era di origini abissine. Inoltre il più grande gruppo etnico singolo dei compagni non-arabi di Maometto (vedi Sahaba non arabi) era costituito proprio da etiopi. Oggi la maggior parte dei musulmani è sunnita o appartenente a confraternite Sufi; la capitale Addis Abeba è la patria di un milione di credenti.

### Ebraismo
Noti anche come "Beta Israel" questo gruppo di ebrei africani di pelle nera rimasti per lunghissimo tempo isolati ha vissuto in Etiopia fin dall'antichità; la loro stessa esistenza è rimasta a lungo praticamente sconosciuta per il mondo esterno, e allo stesso modo loro stessi sembravano non esser a conoscenza di altri gruppi ebraici al di fuori della propria comunità. Divennero noti in Occidente solamente a partire dal XIX secolo e lungo il corso del XX; sono stati accettati dal governo israeliano come ebrei a tutti gli effetti nel 1975.
Il piccolo ma antichissimo gruppo di ebrei denominati "Beta Israel" viveva nel nordovest del paese fino alla metà degli anni '80 del XX secolo, anche se poi la maggior parte di essi emigrò in Israele a seguito delle missioni di soccorso intraprese dallo stato ebraico (prima con l'Operazione Mosè nel 1984 e successivamente con l'Operazione Salomone nel 1991); fu trasportata direttamente via aerea la stragrande maggioranza della comunità in Israele, circa 150.000 persone. Alcuni studiosi sono arrivati al punto di considerare questi ebrei etiopi come una delle storiche Dieci tribù perdute d'Israele.
La minoritaria comunità esistente ancora in Etiopia assomma a circa 22.000 unità, anche per lo più composta dai "Falash Mura", convertiti in passato al cristianesimo e in quanto tali non riconosciuti come ebrei da parte dello Stato d'Israele: molti di loro sono tornati poi al giudaismo.

### Fede Baha'i
Il Bahaismo entra in Etiopia per la prima volta nel 1916, grazie anche a lettere e messaggi d'incoraggiamento inviati da 'Abdu'l-Bahá: è stato poi l'egiziano Sabri Eiias nel 1933 a introdurne ufficialmente il credo. L'anno seguente si svolse la prima assemblea spirituale locale nella capitale; nel 1962 è stata eletta la loro prima assemblea spirituale nazionale e l'anno seguente v'erano già sette piccoli gruppi sparpagliati per tutto il territorio nazionale.
Nel 2005 erano stimati in circa 27.000 aderenti; la comunità ha celebrato il proprio giubileo di diamante nel gennaio 2009. A tutt'oggi il maggior gruppo si ritrova raccolto nella capitale della nazione.

## Animismo
Si stima che il 2,6% della popolazione etiope conservi e si tramandi tradizionali credenze di stampo animista, questo secondo il censimento del 2007 a fronte del 4,6% secondo i dati di quello del 1994

## Rastafarianesimo
L'Etiopia è anche la patria spirituale del movimento del Rastafarianesimo, i cui seguaci credono esser il paese la terra promessa di Sion ed hanno veduto l'ultimo imperatore o negus Hailé Selassié come incarnazione dello stesso Gesù Cristo e massimo protettore della Chiesa ortodossa etiope. Con il termine Sion si usa indicare anche la stessa città di Axum, antica capitale e centro religioso degli etiopi cristiani, oppure per la sua chiesa principale chiamata "Chiesa di Nostra Signora Maria di Sion" al cui interno si dice esser conservata l'Arca dell'Alleanza, scomparsa nel IX secolo a.C. dal Tempio di Salomone a Gerusalemme.

## Politica religiosa
La piena e completa libertà di religione viene garantita espressamente dalla carta costituzionale stilata nel 1995, ma la libertà di culto era già garantita nelle precedenti costituzioni nazionali del 1930 e 1955